# Adrian Monk
Adrian Monk è un personaggio del serial Detective Monk, impersonato da Tony Shalhoub e creato da David Hoberman: è un leggendario e geniale ex detective del Dipartimento di Polizia di San Francisco, il cui disturbo ossessivo-compulsivo, gravemente intensificato dalla morte della moglie, ha interferito con il suo lavoro tanto da farlo sospendere dal suo reparto. Il personaggio di Monk è parzialmente ispirato dalle figure del tenente Colombo, dell'ispettore Clouseau e di Sherlock Holmes. Il suo cognome è probabilmente tratto da quello del famoso pianista jazz Thelonious Monk, sofferente di agorafobia.

## Biografia del personaggio
Monk è nato nella contea di Marin County, in California (come da lui stesso dichiarato nell'episodio Il Sig. Monk e Gli UFO) all'incirca nel 1959, dato che in un episodio egli dichiara di essersi laureato nel 1981. Tuttavia, in un altro episodio, risulta aver frequentato l'ottava classe nell'aprile 1972, e ciò suggerirebbe che sia nato nel 1958 o 1959. Il giorno di nascita è il 9 di un mese imprecisato.
Adrian Monk ha una memoria eidetica molto sviluppata, ricorda la sua nascita (come un giorno bruttissimo) e da questo deriva la sua paura delle persone nude, nonché quella di guardarsi lui stesso allo specchio senza vestiti.

### Famiglia
Adrian ha un fratello, Ambrose (impersonato da John Turturro), che ha lasciato soltanto due volte la propria casa durante gli ultimi dieci anni, a causa della cronica agorafobia da cui è affetto. Dopo la morte di Trudy, i due fratelli hanno pressoché interrotto il loro rapporto e Ambrose non ha più contattato Adrian dall'evento, sentendosi responsabile della morte della cognata, uscita di casa per andare a comprargli un farmaco contro la tosse. Chiarita la circostanza, i due fratelli si riavvicinano affettivamente. La madre di Monk è morta nel 1994, benché non se ne conosca la causa, ma da alcune parole rivolte da Adrian a Natalie, è implicito sia morta di cancro, o comunque a causa di una malattia incurabile.
Il loro padre Jack Monk, originario di New Hope in Pennsylvania, ha abbandonato la famiglia quando Adrian e Ambrose erano bambini, e ciò ha avuto un profondo effetto sui disturbi comportamentali dei figli; il caos e l'instabilità emozionale determinati dall'improvvisa assenza paterna hanno generato nei bambini una patologica esigenza di ordine e di self-control. Ambrose ancora crede nel ritorno del padre, tanto da preparare ogni sera un coperto in più per la cena e da conservare la sua posta in un armadietto nell'eventualità di un suo ritorno. Adrian ed Ambrose non hanno sue notizie fino a quando trovano un suo biglietto sulla porta di Ambrose, in cui il padre si dice fiero che il figlio sia finalmente riuscito ad uscire di casa.
Jack Monk torna a San Francisco nel 2006, dove viene arrestato per un'infrazione al codice della strada e per resistenza a pubblico ufficiale. La sua scarcerazione viene favorita con riluttanza da Adrian, che non gli ha mai perdonato di aver lasciato la famiglia. Tuttavia, dopo avere risolto un caso di omicidio che coinvolgeva il datore di lavoro di Jack, i due si riconciliano affettivamente, e il padre insegna al figlio a guidare una bici, poiché non lo aveva mai fatto quando Adrian era un bambino. Adrian ha anche un fratellastro, Jack jr., in Texas, e ne viene a conoscenza dopo che suo padre glielo accenna, ma lo conoscerà successivamente.

### La morte di Trudy
Monk non riesce a superare il dolore per la tragica morte della moglie Trudy, uccisa nel 1997 da una bomba posta nella sua automobile. Il caso di Trudy, fulcro di diverse puntate è il principale motivo conduttore del telefilm e viene risolto solo nel doppio episodio finale dell'ottava e ultima serie Il signor Monk e la Fine.
Monk ha inizialmente creduto che la bomba fosse destinata a lui (e ciò ha aumentato i suoi sensi di colpa) e ha dedicato gli ultimi anni della sua vita alla ricerca dell'uomo che ha ucciso sua moglie e a collaborare con i detective della polizia di San Francisco su complicati casi di omicidio. In un episodio, sembra che Trudy riappaia e che abbia simulato la propria morte anni prima, ma in realtà si tratta solo di una messa in scena organizzata da un sindacalista senza scrupoli per accedere a un magazzinaggio. Alla conclusione dell'episodio, la donna che impersona Trudy è ferita in uno scontro a fuoco e muore tra le braccia di Adrian.
Nell'ultima puntata della settima stagione viene costruito un parco giochi alla memoria di Trudy.

### Conseguenze
Monk è affetto da 312 fobie, tutte intensificatesi dopo l'omicidio di Trudy, tra cui i germi, il disordine, le altezze, le folle, il latte e i ghiacciai. Oltre ad aiutarlo ad affrontare i suoi disturbi comportamentali, le assistenti di Adrian sembrano avere anche un ruolo importante nell'organizzazione del suo lavoro come consulente per la polizia. La sua prima assistente Sharona Fleming (Bitty Schram), lo lascia dopo parecchi anni di fedele servizio per tornare nel New Jersey e sposare nuovamente il suo ex marito: questo deprime profondamente Monk, che però si riprende all'arrivo della sua nuova assistente, Natalie Teeger (Traylor Howard).
A causa dell'aggravarsi della malattia, Monk è stato sospeso a tempo indeterminato dal suo ruolo di ufficiale di polizia, anche se il dipartimento ricorre abitualmente al suo aiuto come consulente esterno. Monk si mantiene, così, facendo l'investigatore privato. In uno degli ultimi episodi della serie riesce ad ottenere il reintegro nella polizia, ma poi vi rinuncia, licenziandosi definitivamente perché non si trova più bene a lavorare come sottoposto di altri.
L'ossessiva attenzione ai minimi dettagli, pur paralizzandolo socialmente, rende Monk un detective estremamente dotato: ha una straordinaria capacità di ricostruire la dinamica dei crimini basandosi su dettagli e prove che all'apparenza sembrano poco importanti (se non addirittura non notati affatto) ai suoi colleghi. Benché possa sembrare indifeso, in più di un'occasione ha potuto sopraffare fisicamente i suoi avversari, se costretto allo scontro diretto. Apparentemente è di carattere mite e controllato, anche se in un'occasione lo si vede arrabbiarsi e perdere le staffe, quando un sospettato di omicidio, speaker radiofonico (la guest star Steven Weber), pronuncia in diretta delle battute di pessimo gusto sulla morte di Trudy, allo scopo di provocare Monk.
La maniacale ossessione di Monk per la pulizia e l'ordine fa sì che nella sua abitazione ogni oggetto ed elemento d'arredo sia disposto fino a formare angoli perfetti, tranne un tavolino che si trova davanti al divano (episodio Il signor Monk e l'uomo più vecchio del mondo), che è invece posizionato storto poiché era stata Trudy a metterlo così.
Benché nell'episodio pilota si dica che il suo disordine ossessivo compulsivo sia stato intensificato ("causato" nel doppiaggio) a causa dell'omicidio di sua moglie, Monk mostra questa patologia anche nei flashback, quando è con Trudy, prima di averla conosciuta e quando era ancora un bambino. Sua madre era molto rigorosa ed iperprotettiva e questo probabilmente ha fortemente contributo al disordine emotivo del figlio: Monk sembra aver avuto una relativa capacità di gestione dei propri sintomi principali per gran parte della vita, ma ha perso ogni controllo della sua sindrome dopo la morte di Trudy.
Monk si sottopone ad abituali e frequenti sedute psicanalitiche dal dottor Charles Kroger, suo psichiatra di fiducia, fino a quando questi muore improvvisamente (la scomparsa del personaggio è stata dettata da esigenze di copione dopo l'improvvisa morte per infarto del suo interprete, l'attore Stanley Kamel). Il dipartimento di polizia gli assegna pertanto un nuovo specialista, il dottor Neven Bell (Héctor Elizondo), che a poco a poco stabilisce una buona relazione medico-paziente con Monk. Adrian non usa psicofarmaci poiché non si fida ad introdurre sostanze estranee nel suo organismo, ma quando il dr. Kroger lo convince ad assumerli, i suoi sintomi migliorano ma egli assume un comportamento superficiale, euforico e addirittura arrogante, tanto da smarrire temporaneamente le capacità di concentrazione e di osservazione che lo rendono infallibile nel suo lavoro di investigatore. Una volta smaltito l'effetto dei farmaci, Monk torna al suo abituale comportamento.
Solo in rare occasioni Monk dimostra interesse per qualsivoglia hobby o passatempo, né esprime ammirazione per artisti e celebrità. Tuttavia, considera rilevanti tra le cose della sua vita, pur se accennate in pochissime puntate: Tondale Mowaka, maratoneta che Monk definisce il suo idolo; il cantante country Willie Nelson (molto amato dalla moglie) e "The Cooper Clan" (Il clan dei Cooper), un telefilm che Adrian definisce la sua seconda famiglia, e che è la sua serie televisiva preferita.

### Le indagini sull'omicidio di Trudy
Il trauma per la morte violenta della moglie impedisce a Monk di risolvere definitivamente il caso e di concentrarsi come sua abitudine. Su suggerimento del suo acerrimo nemico, il criminale Dale Biederbeck - che Monk considera (a torto) coinvolto in qualche modo nella morte di Trudy - Monk scopre che la bomba è stata costruita da un certo Warrick Tennyson (morto successivamente a causa di una malattia, dopo che Monk è però riuscito ad incontrarlo e interrogarlo), assoldato da un misterioso uomo con sei dita, presunto mandante ed esecutore principale del delitto.
In realtà, si scopre che anche l'uomo con sei dita, di nome Frank Nunn, è solo un sicario di uno sconosciuto, il vero mandante; Nunn viene fatto uccidere da Dale Biederbeck per mano di uno sceriffo corrotto, John Rollins, mentre Monk lo minaccia con una pistola; Biederbeck intende far accusare il detective, dopo essersi servito di Nunn per organizzare l'omicidio del governatore della California, d'accordo con i suoi complici, lo sceriffo e il vice-governatore, il quale avrebbe dovuto concedere la grazia a Dale, in prigione da tempo poiché arrestato da Monk. Il piano fallisce, nonostante Monk venga arrestato. Riuscito a fuggire, deve fingere la propria morte per riuscire infine a discolparsi e a salvare il governatore. Frugando tra le carte di Nunn, Monk e la polizia scoprono che il mandante dell'assassinio di Trudy è un uomo noto come "il Giudice".
Solo nel doppio episodio finale Il signor Monk e la fine Adrian scopre la verità.
Trudy, da ragazza, nel 1982 ebbe una relazione con un suo professore universitario, Ethan Rickover, e rimase incinta. L'uomo, sposato con una donna di famiglia ricca ed avviato ad una carriera importante come giudice, temeva che lo scandalo della relazione con l'allieva gli pregiudicasse il lavoro e il matrimonio. Dal momento che Trudy non volle abortire, Rickover pagò una levatrice di nome Wendy Stroud perché facesse sparire la figlia dopo la nascita, in realtà la diede in adozione e disse alla madre che la neonata era morta. Anni più tardi, nel 1997, la levatrice, sopraffatta dai sensi di colpa, minacciò di rivelare tutto; il giudice la uccise personalmente, in preda alla rabbia, e la seppellì nel proprio giardino vicino ad una grande meridiana. Quando si rese conto che Monk, marito di Trudy, avrebbe indagato sulla scomparsa, e la stessa Trudy, giornalista, avrebbe scoperto la verità mandandolo in prigione, assoldò il sicario Nunn, il quale fece preparare una bomba da Tennyson, e la collocò nell'auto di Trudy, uccidendo la donna, mentre questa stava andando a comprare una medicina per Ambrose.
Temendo di essere in pericolo, Trudy aveva però preliminarmente registrato un video, raccontando la storia e dicendo al marito che il giudice Rickover voleva incontrarla, nascondendo il nastro nel regalo di Natale per Monk, regalo che però lui non aprì mai, conservando il pacchetto come una reliquia della moglie per 12 anni. Nel 2009 un medico della clinica, il dottor Malcolm Nash, intuì la verità: Rickover, che nel frattempo era in corsa per la Corte suprema della California, lo fece uccidere da un killer, di nome Joey Kazarinsky, il quale tentò anche di avvelenare Monk tramite i fazzoletti da lui abitualmente utilizzati per detergersi le mani. Grazie a Natalie, che li tocca accidentalmente, i medici riescono a trovare un antidoto, dopo che il sicario rimase ucciso da un treno dopo un inseguimento. Monk, nel frattempo, è convinto di morire e guarda il video di Trudy: capisce così la verità e cerca inutilmente di far confessare Rickover in tribunale. Poi scappa dall'ospedale e, minacciando il giudice con una pistola, lo costringe a dissotterrare il corpo della levatrice. Stottlemayer riesce a impedire a Monk di uccidere Rickover, ma questi afferra la pistola e si suicida, dicendo al detective di prendersi "cura di lei". Così Monk scopre che la figlia di Trudy, Molly Evans, è viva e va a conoscerla; sarà proprio lei, con cui il detective sviluppa immediatamente un forte legame, considerandola come figlia propria, a spingerlo a continuare il suo lavoro: nel finale si vede Monk sulla scena di un crimine; i suoi sintomi sono molto attenuati e sta molto meglio, proprio come al tempo in cui era sposato con Trudy.

### Film TV
Nel film per la televisione del 2024, Monk è ripiombato nella depressione dopo la pandemia di COVID-19 (durante la quale sviluppa una temporanea ed esagerata dipendenza da test antigenici) e la partenza della maggior parte dei suoi affetti da San Francisco. Ha frequenti visioni di Trudy e medita di raggiungerla suicidandosi. La morte del fidanzato di Molly poco prima del matrimonio e il suo coinvolgimento nelle indagini, oltre al temporaneo ritorno di Nathalie, Randy e Stottlemeyer, lo aiutano a ritrovare un equilibrio e la voglia di vivere, portandolo a collaborare nuovamente col distretto di polizia.

## Filmografia
- Detective Monk - serie TV, 125 episodi (2002-2009) - Tony Shalhoub
- Mr. Monk's Last Case: A Monk Movie, regia di Randall Zisk – film TV (2023) - Tony Shalhoub